# Tagynkara (stacja kolejowa)
Tagynkara (kaz. Тағынкара, ros. Тагынкара) – stacja kolejowa w obwodzie karagandyjskim, w Kazachstanie. Położona jest na linii Mojynty – Aktogaj, na trasie Nowego Jedwabnego Szlaku. Leży wśród stepów, w oddaleniu od skupisk ludzkich.